# Viridigona tinalandia
Viridigona tinalandia är en tvåvingeart som beskrevs av Stefan Naglis 2003. Viridigona tinalandia ingår i släktet Viridigona och familjen styltflugor.
Artens utbredningsområde är Ecuador. Inga underarter finns listade i Catalogue of Life.